# Isla Ángel de la Guarda
Isla Ángel de la Guarda, zwana także Wyspą Anioła Stróża – duża wyspa w Zatoce Kalifornijskiej, na wschód od zatoki Bahía de los Ángeles w północno-zachodnim Meksyku, oddzielona od Półwyspu Kalifornijskiego przez Canal de las Ballenas. Jest to druga co do wielkości z jedenastu wysp należących do archipelagu Islas Grandes. Jest częścią stanu Kalifornia Dolna, położonego na północny zachód od wyspy Tiburón. Wyspa jest niezamieszkana i stanowi rezerwat przyrody zwany Parkiem Narodowym Isla Ángel de la Guarda. Wyspa jest częścią gminy Mexicali.
Aktywny geologicznie uskok Ballenas biegnie dnem morskim wzdłuż Canal de las Ballenas. W 2009 roku doszło do trzęsienia ziemi o sile 6,9 stopnia w skali Richtera.

## Geografia
Wyspa cechuje się ekstremalnie suchym klimatem i nie ma na niej źródeł słodkiej wody poza wodą wypełniającą parowy po opadach deszczu. Ma powierzchnię 975 km², a wzdłuż jej wybrzeża przebiega łańcuch gór, osiągając maksymalną wysokość 1315 metrów nad poziomem morza. Biegnie on z północnego zachodu na południowy wschód.
Duża część wyspy jest niedostępna z powodu gór na brzegu lub w jego pobliżu, zwłaszcza na zachodnim wybrzeżu. Istnieje kilka płaskich obszarów na wybrzeżu przy ujściach strumieni, które zostały utworzone przez osad. Te stożki napływowe znajdują się głównie na wschodnim wybrzeżu, ale jeden znajduje się na zachodnim wybrzeżu, w miejscu, w którym wyspa zwęża się w środku. Znaczna część wyspy składa się ze złóż piasku wulkanicznego i aluwialnego.

## Fauna i flora
Pomimo ekstremalnej suchości, wyspa jest stosunkowo zróżnicowana pod względem życia roślinnego i zwierzęcego. Zamieszkuje ją wiele gatunków ptaków i gadów, zwłaszcza jaszczurek. Endemicznie na wyspie występują grzechotnik Crotalus angelensis i myszak zatokowy (Peromyscus guardia). Jedynymi ssakami są nietoperze, gryzonie i introdukowane dzikie koty. Rośliny obejmują kaktusy, trawy, krzewy, sukulenty i gatunek Fouquieria columnaris.

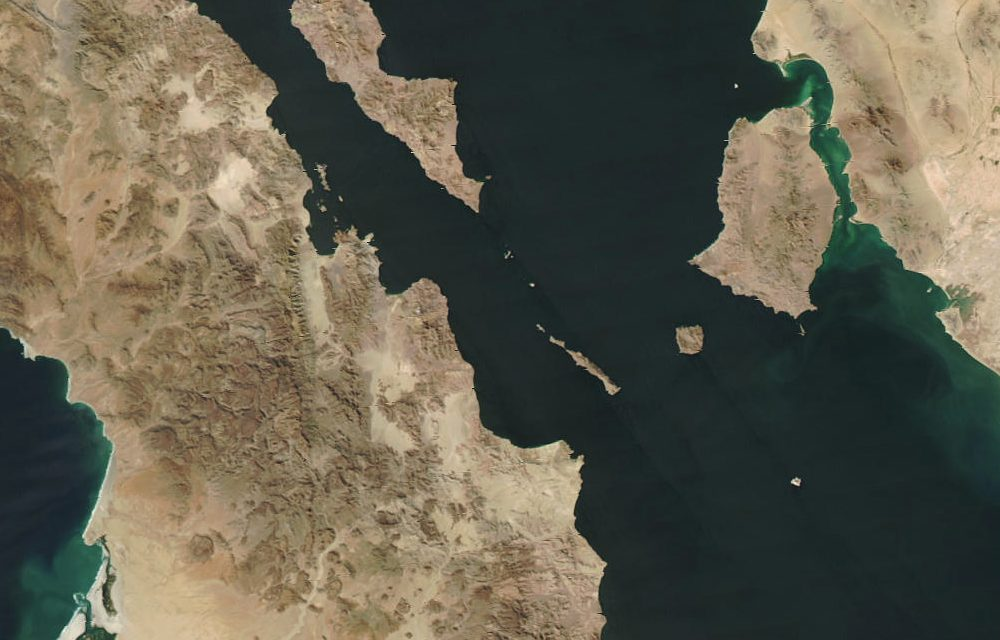
Środkowa i południowa część wyspy Isla Ángel de la Guarda.